# Cestrum velutinum
Cestrum velutinum är en potatisväxtart som beskrevs av William Philip Hiern. Cestrum velutinum ingår i släktet Cestrum och familjen potatisväxter. Inga underarter finns listade i Catalogue of Life.